# Sushma Swaraj
Sushma Swaraj, född 14 februari 1952, död 6 augusti 2019, var en indisk minister och jurist. Hon representerade partiet BJP. Swaraj har fungerat på olika poster på både federala och delstatsnivå.

## Bakgrund och privatliv
Swaraj föddes i en medelklassfamilj i Ambala, Haryana år 1952. Hennes far, Hardev Sharma, var aktiv inom Rashtriya Swayamsevak Sangh..
Först studerade Swaraj statsvetenskap och sanskrit på S.D. College of Ambala Cantonment och tog kandidatexamen där. Senare studerade hon juridik på Punjab University, och började sin juristkarriär år 1973.
Swaraj var gift med Swaraj Kushal som också var jurist och politiker i delstaten Mizoram. Paret hade en dotter..
År 2020 fick Swaraj postumt Indiens näst högsta civila utmärkelse, Padma Vibhushan.

### Hälsa och död
Swaraj led av diabetes, och började genomgå dialys sedan 2016 på grund av kronisk njursvikt. En del enskilda medborgare erbjöd sig att ge en njure för transplantation..
År 2019 meddelade Swaraj att hon inte skulle kandidera i det kommande valet på grund av sin sjukdom. Hon avled den 6 augusti efter ett hjärtinfarkt.

## Karriär
År 1975 började Swaraj vara aktiv i politiken, då hon deltog i demonstrationer mot landets dåvarande premiärminister Indira Gandhi. Swaraj kandiderade för första gången år 1977 då hon var 25, och efter att ha blivit invald blev hon den yngsta ministern (arbetsminister) i Indien på delstatsnivå..
Två år senare valdes hon till BJP:s ordförande i Haryana. År 1990 blev Swaraj invald till Rajya Sabha från sin hemdelstat. Mellan 1996 och 2000 var hon ledamot i Lok Sabha, och 2000 invaldes hon igen till Rajya Sabha.. Tills 2009 fungerade Swaraj som minister och efter valet 2009 blev hon oppositionsledare; den enda kvinna som har innehaft samma post är Sonia Gandhi..
Swaraj blev utrikesminister i regeringen Modi år 2014. Hon lämnade politiken efter mandatperioden.